# Município de Lick (condado de Jackson, Ohio)
O município de Lick (em inglês: Lick Township) é um município localizado no condado de Jackson no estado estadounidense de Ohio. No ano de 2010 tinha uma população de 2.661 habitantes e uma densidade populacional de 52,95 pessoas por km².

## Geografia
O município de Lick encontra-se localizado nas coordenadas 39° 03′ 21″ N, 82° 36′ 20″ O. Segundo a Departamento do Censo dos Estados Unidos, o município tem uma superfície total de 50,26 km², da qual 50,25 km² correspondem a terra firme e (0,02%) 0,01 km² é água.

## Demografia
Segundo o censo de 2010, tinha 2.661 habitantes residindo no município de Lick. A densidade populacional era de 52,95 hab./km². Dos 2.661 habitantes, o município de Lick estava composto pelo 96,13% brancos, o 0,45% eram afroamericanos, o 0.9% eram amerindios, o 0,64% eram asiáticos, o 0,04% eram insulares do Pacífico, o 0,15% eram de outras raças e o 1,69% pertenciam a dois ou mais raças. Do total da população o 0,56% eram hispanos ou latinos de qualquer raça.